# ミシェル・バーク (メイクアップアーティスト)
ミシェル・バーク（Michèle Burke, 1959年 - ）は、アイルランド出身のメイクアップアーティストである。1973年にカナダへと移住し、メイクアップアーティストとなる以前はモントリオールでモデルとして働いていた。彼女は故郷であるアイルランド国籍の他、カナダとアメリカ合衆国の市民権を取得している。アカデミー賞メイクアップ賞を『人類創世』（1981年）と『ドラキュラ』（1992年）で受賞している。

## 受賞とノミネート
| 賞               | 年   | 部門                       | 作品名                             | 結果       |
| ---------------- | ---- | -------------------------- | ---------------------------------- | ---------- |
| アカデミー賞     | 1982 | メイクアップ賞             | 人類創世                           | 受賞       |
| アカデミー賞     | 1986 | メイクアップ賞             | The Clan of the Cave Bear          | ノミネート |
| アカデミー賞     | 1990 | メイクアップ賞             | シラノ・ド・ベルジュラック         | ノミネート |
| アカデミー賞     | 1992 | メイクアップ賞             | ドラキュラ                         | 受賞       |
| アカデミー賞     | 1999 | メイクアップ賞             | オースティン・パワーズ: デラックス | ノミネート |
| アカデミー賞     | 2000 | メイクアップ賞             | ザ・セル                           | ノミネート |
| 英国アカデミー賞 | 1982 | メイクアップアーティスト賞 | 人類創世                           | 受賞       |
| 英国アカデミー賞 | 1991 | メイクアップアーティスト賞 | シラノ・ド・ベルジュラック         | 受賞       |
| 英国アカデミー賞 | 1993 | メイクアップアーティスト賞 | ドラキュラ                         | ノミネート |
| 英国アカデミー賞 | 1994 | メイクアップ/ヘア賞        | インタビュー・ウィズ・ヴァンパイア | ノミネート |